# Šurić
Šurić (cyr. Шурић) – wieś w Serbii, w okręgu niszawskim, w gminie Aleksinac. W 2011 roku liczyła 118 mieszkańców.